# Supercoupe du Brésil féminine de volley-ball
La Supercoupe du Brésil de volley-ball féminin est une compétition de volley-ball qui oppose chaque saison le champion du Brésil et le vainqueur de la coupe du Brésil. 

## Palmarès
| Année | Vainqueur          | Score                                     | Finaliste          |
| ----- | ------------------ | ----------------------------------------- | ------------------ |
| 2015  | Rexona-Ades        | 3 - 0 (25-16, 25-16, 25-22)               | Pinheiros/Klar     |
| 2016  | Rexona/Ades        | 3 - 1 (25-12, 25-19, 25-27, 25-20)        | Dentil/Praia Clube |
| 2017  | Rexona-Sesc        | 3 - 2 (21-25, 25-22, 25-19, 19-25, 15-10) | Camponesa/Minas    |
| 2018  | Dentil/Praia Clube | 3 - 1 (27-29, 25-17, 25-21, 25-23)        | Audax Osasco       |
| 2019  | Dentil/Praia Clube | 3 - 0 (25-22, 25-22, 25-19)               | Itambé/Minas       |

## Bilan par club
| Club                       | Titres | Ville          | Année            |
| -------------------------- | ------ | -------------- | ---------------- |
| Rio de Janeiro Volêi Clube | 3      | Rio de Janeiro | 2015, 2016, 2017 |
| Praia Clube                | 2      | Uberlândia     | 2018, 2019       |